# Saturnia (geslacht)
Saturnia is een geslacht van vlinders uit de familie van de nachtpauwogen (Saturniidae). De grote nachtpauwoog (Saturnia pyri) en de nachtpauwoog (Saturnia pavonia) zijn de bekendste soorten.

## Leefwijze
De nachtpauwoog eet alleen als rups en leeft als vlinder van de vetreserves. De ontwikkeling van ei tot rupsverpopping duurt ongeveer 10-12 weken. Voor het verpoppen spinnen de rupsen een bruine cocon. Hierin overwinteren de poppen tot het volgende voorjaar. Sommige poppen hebben ook twee winters nodig om uit te komen, men spreekt dan van uitkomen. De volwassen vlinders hebben geen functionele monddelen meer. Een groot aantal planten dient als voedsel voor de rupsen, waaronder braam (Rubus sp.), framboos (Rubus idaeus), bosbes (Vaccinium sp.), sleedoorn (Prunus spinosa), moerasspirea (Filipendula sp.), veldsalie (Salvia pratensis), diverse wilgensoorten (Salix sp.) De mannetjes kunnen overdag in een hectische vlucht worden waargenomen, de vrouwtjes vliegen 's nachts om eieren te leggen. De vlinders vliegen van half april tot half mei.

## Verspreiding en leefgebied
De grote nachtpauwoog (Saturnia pyri) is tot nu toe slechts op enkele plaatsen in Duitsland waargenomen en ook daar duidelijk geïdentificeerd (bijvoorbeeld bij Heidelberg in 1907 of in Singen am Hohentwiel in 1908).  Concluderend kan de grote nachtpauwoog niet worden beschouwd als een inheemse vlindersoort.
De nachtpauwoog (Saturnia pavonia) komt voor in heel Centraal-Europa. Vanwege zijn nachtelijke levensstijl wordt de vlinder zelden waargenomen.
Oorspronkelijke habitats zoals natuurlijke bosranden, grindgroeven, ruige gebieden, maar ook natuurlijke tuinen hebben de voorkeur van de vlinders.

## Kweek
In de 19e eeuw werden de rupsen veel gebruikt bij het spinnen van zijde en een paar exemplaren ontsnapten in het wild. Er zijn ook verschillende mislukte herintroductiepogingen geweest (bijvoorbeeld in Saarland).

## Soorten
- Saturnia atlantica Lucas, 1848
- Saturnia cameronensis Lemaire, 1979
- Saturnia centralis Naumann & Loeffler, 2005
- Saturnia cephalariae (Romanoff, 1885)
- Saturnia cidosa Moore, 1865
- Saturnia cognata Jordan in Seitz, 1911
- Saturnia koreanis Brechlin, 2009
- Saturnia luctifera Jordan in Seitz, 1911
- Saturnia mendocino Behrens, 1876)
- Saturnia pavonia Linnaeus, 1758)
- Saturnia pavoniella (sometimes in Eudia)
- Saturnia pinratanai Lampe, 1989
- Saturnia pyretorum Westwood, 1847
- Saturnia pyri Denis & Schiffermüller, 1775
- Saturnia spini Denis & Schiffermüller, 1775
- Saturnia taibaishanis Brechlin, 2009
- Saturnia walterorum Hogue & Johnson, 1958